# 토드와 코퍼
《토드와 코퍼》(영어: The Fox and the Hound)는 1981년 월트 디즈니에서 제작한 애니메이션 영화이며 1981년 7월 10일에 개봉하였다. 디즈니의 24번째 클래식 애니메이션 장편 영화로, 대니얼 P. 매닉스의 소설을 동명의 제작한 1967년를 원작으로 제작되었으나 줄거리는 소설과 다르게 진행된다.
애니메이션으로 붉은여우와 사냥개 사이의 우정을 소재로 만든 작품으로 적이 될 것이라는 사실을 모르고 영원한 우정을 약속하는 여우와 사냥개의 모습을 감동적으로 그리고 있다. 당시 애니메이션 흥행실적을 통틀어 가장 많은 수익을 올릴 정도로 큰 인기를 끌었던 화제작으로, 박스 오피스에서 엄청난 성공을 거둔 이 영화는 39.9만 달러(미국 달러 기준)의 수익을 달성하였다.
후속편인 토드와 코퍼 2는 2006년 비디오로 출시되었다.

## 줄거리
엄마 잃은 꼬마 여우 토드는 숲속 친구들의 도움으로 마음씨 좋은 드위드 할머니 댁에서 살게 되고, 이웃집 사냥꾼 에이모스는 어린 사냥개 코퍼를 데려와 키우게 된다. 서로 적이 될 것이라는 사실을 모른 채, 어느날, 토드는 바깥 구경을 나갔다가 코퍼를 보게 되고 둘은 금방 친구가 된다. 영원한 우정을 약속한 둘은 코퍼의 기나긴 사냥여행으로 잠시 헤어지게 된다. 시간이 흘러 사냥 여행을 다녀온 코퍼는 의젓한 사냥개가 되었고, 코퍼에게 인사하러 갔던 토드는 늙은 사냥개 치프와 에이모스에게 쫓기는 신세가 된다. 토드는 이리저리 도망치다 결국 코퍼에게 발견되지만, 코퍼는 이번 한 번만 봐주겠다며 그를 놓아준다. 하지만, 뒤늦게 토드를 발견한 치프는 토드를 뒤쫓다가 다리에서 떨어져 다리가 부러지는 부상을 입게 되고, 이에 코퍼는 토드에게 복수를 다짐한다. 한편, 에이모스에게 쫓기는 토드가 걱정된 할머니는 멀리 사냥 금지 구역에 토드를 놓아 준다. 할머니의 품을 떠나서 홀로 야생의 세계에 적응을 하려 애쓰던 토드는 예쁜 여자친구 빅시를 만나서 모처럼 즐거운 시간을 보내는데…

## 등장인물
토드(Tod)
엄마를 잃은 호기심 많은 여우.빅마마가 할머니에게 데려다주어
할머니에게 보살핌을 받는다.이웃에 사는 코퍼와 친구가 된다.
코퍼(Copper)
사냥꾼 에이모스가 기르는 어린 사냥개.여우인 토드와 친구가 된다.
토드와의 우정과 사냥개로서의 규칙에서 갈등한다.
빅마마(Big Mama)
버려진 토드를 데려다 할머니가 키우도록 한 부엉이.부머와 딩키의 어머니 격이다.
부머(Boomer)
딱따구리로,둔하고 말을 잘 더듬는다.
딩키(Dinky)
부머보다 현명해 보이는 새,조금 신경질적이다.
빅시(Vixey)
토드와 숲에서 만난 여자친구인 여우.만난 이후 토드와 앞으로 함께 살기로 한다.
에이모스 슬레이드(Amos Slade)
사냥꾼,여우인 토드가 신경쓰여 토드를 키우는 할머니와 싸우다 결국
토드를 숲으로 내쫓게 한다.
치프(Chief)
에이모스의 사냥개.코퍼를 가르치게된다.
후에 코퍼가 자신보다 사냥을 더 잘하게 되었지만 인정하려 하지 않는다.
고슴도치(Porcupine)
정확히는 호저.
숲에 보내진 토드에게 머물곳을 제공해준다.
할머니(Widow Tweed)
미망인으로, 토드를 맡아 자식처럼 기른 장본인.
이웃인 에이모스때문에 토드를 숲으로 보내게 되었다.

## 목소리 출현

### 원본판
- 미키 루니-토드
- 커트 러셀-코퍼
- 폴 윈첼-부머
- 리차드 베컬리안-딩키
- 샌디 던센-빅시
- 펫 버트램-치프

### 우리말 더빙
- 한호웅-토드
- 서문석-코퍼
- 성선녀-빅마마
- 노민-부머
- 유동현-딩키
- 최덕희-빅시
- 정기항-에이모스 슬레이드
- 최병상-치프
- 이재명-고슴도치
- 박민아-할머니

## 생산
《토드와 코퍼》는 디즈니의 신세대 애니메이터들이 주축이 돼 제작한 작품. 처음 몇몇 장면과 베테랑 애니메이터인 프랭크 토마스, 올리 존슨, 클리프 노드버그에게서 인물 개발에 있어 약간의 도움을 받은 것을 제외하면, 이 영화는 새로운 팀의 결합된 재능과 상상력을 입증한 작품이었다.
《토드와 코퍼》는 제작과정에서 총 4년의 기간이 소요되었으며, 24명의 애니메이터를 포함해서 모두 180명의 인력이 대략 360,000장의 그림, 110,000장의 그림 셀, 그리고 1,100장의 배경그림을 그려냈다. 이런 애니메이터들의 땀과 열정을 바탕으로 탄생한 《토드와 코퍼》는 아름다운 화면에 걸맞은, 감미로운 주제곡 "Best of Friends" 가 삽입돼 극의 재미를 더욱 배가 시킨다.

## 홈 비디오
영화는 1994년 3월 4일 월트 디즈니 클래식 시리즈 로 비디오 판 발매하였다.

## 리뷰
《토드와 코퍼》은 로튼 토마토의 27개의 리뷰를 기반으로 총 70%의 신선도 평가를 받았으며, 6.48/10의 가중 평균 점수를 받았다..

## 음악
유명한 곡으로는 다음과 같은 곡이 있다:
- Best of Friends
- Lack of Education
- A Huntin' Man
- Goodbye May Seem Forever
- Appreciate the Lady